# Ōkuninushi
Ōkuninushi è un Kami dello shintoismo, alla quale è consacrato il santuario di Kanbe. Si ritiene che fosse il primo signore della provincia di Izumo, in seguito spodestato da Ninigi, ma per compensarlo di questa perdita gli venne affidato il regno invisibile degli spiriti e della magia. È il dio dell'identità nazionale, dell'agricoltura, degli affari e della medicina. Su suo suggerimento Sujin, primo imperatore del Giappone e verosimilmente il primo davvero esistito, istituì il clero shintoista.

## Galleria d'immagini

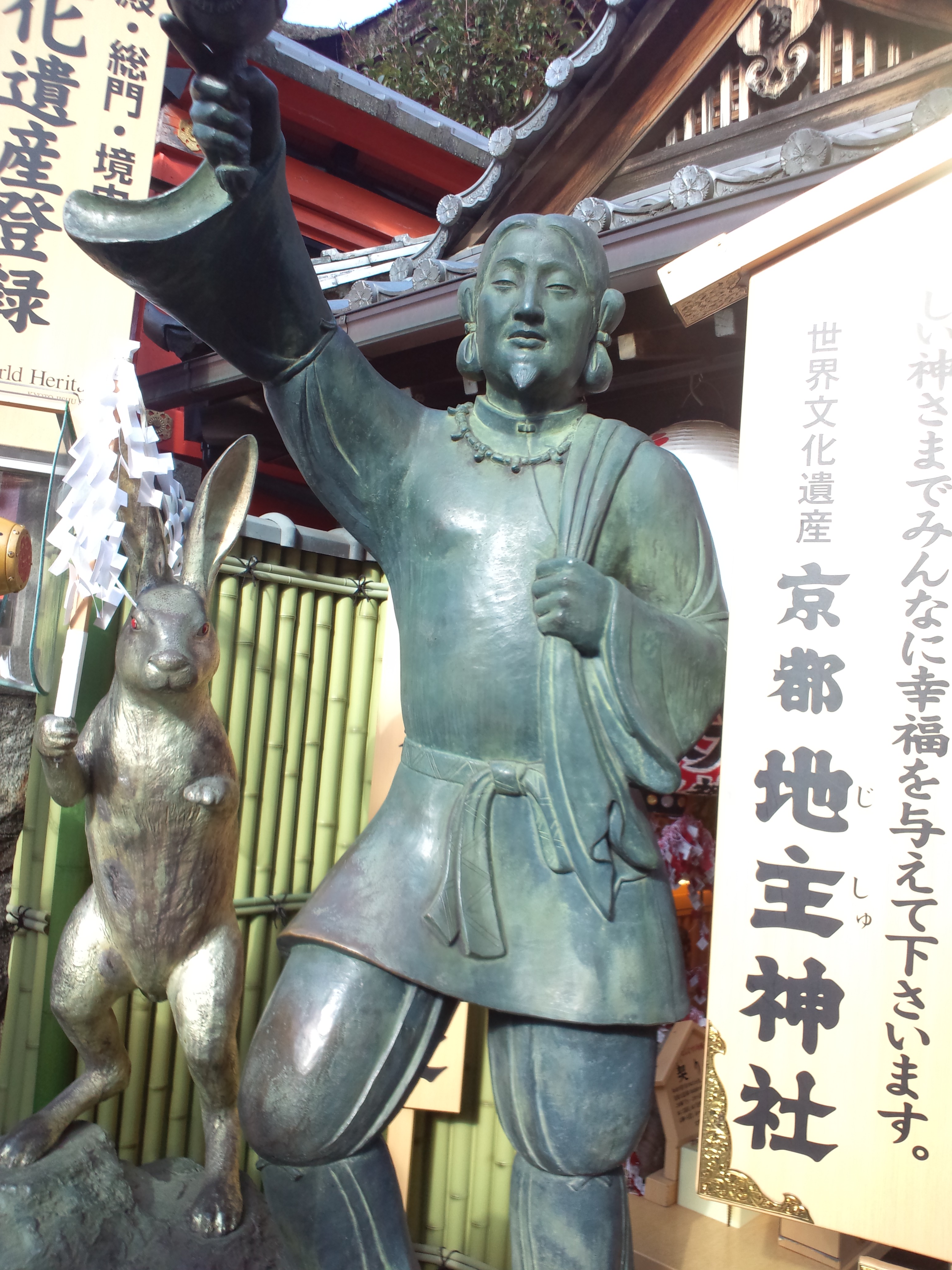
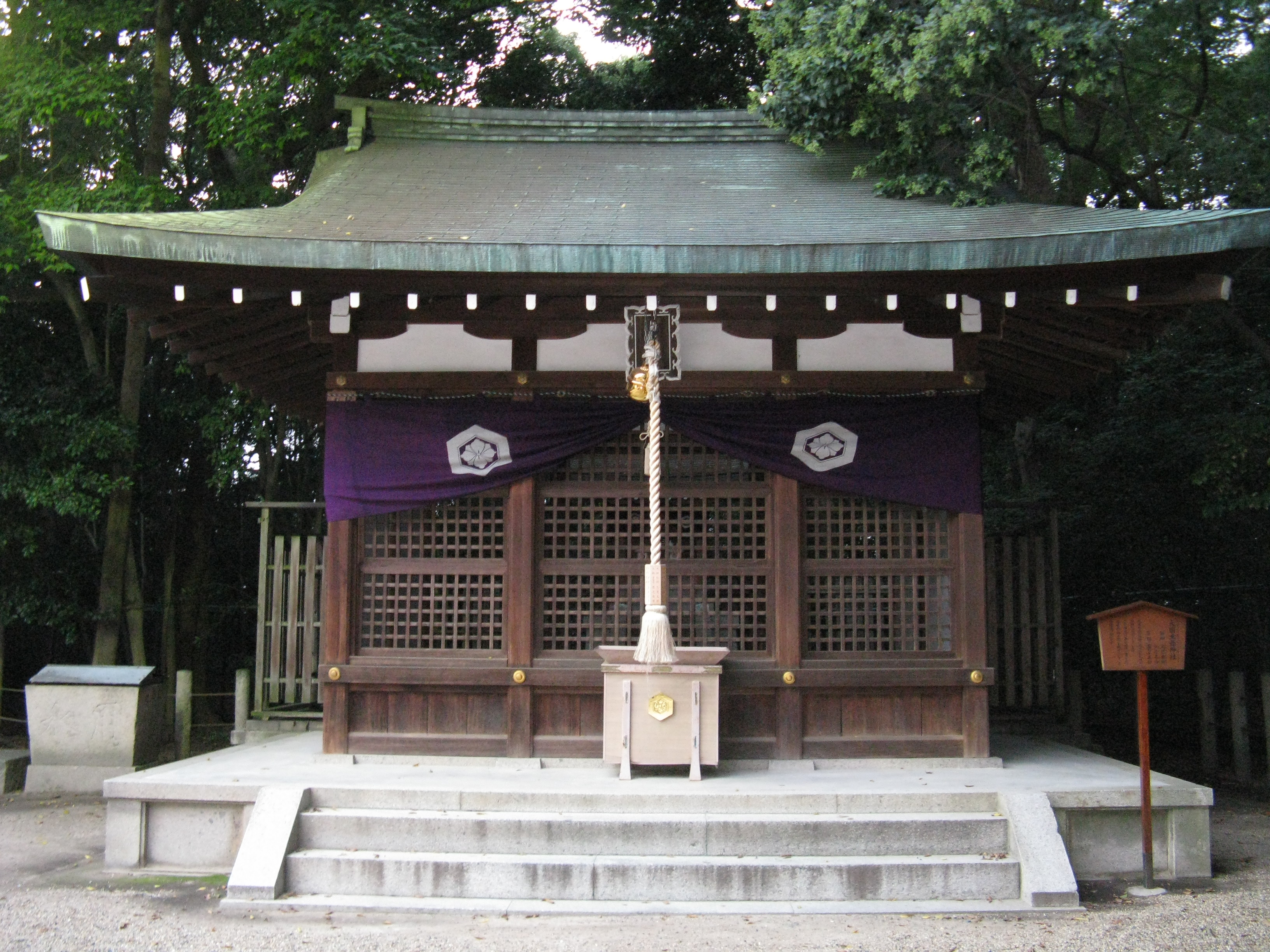
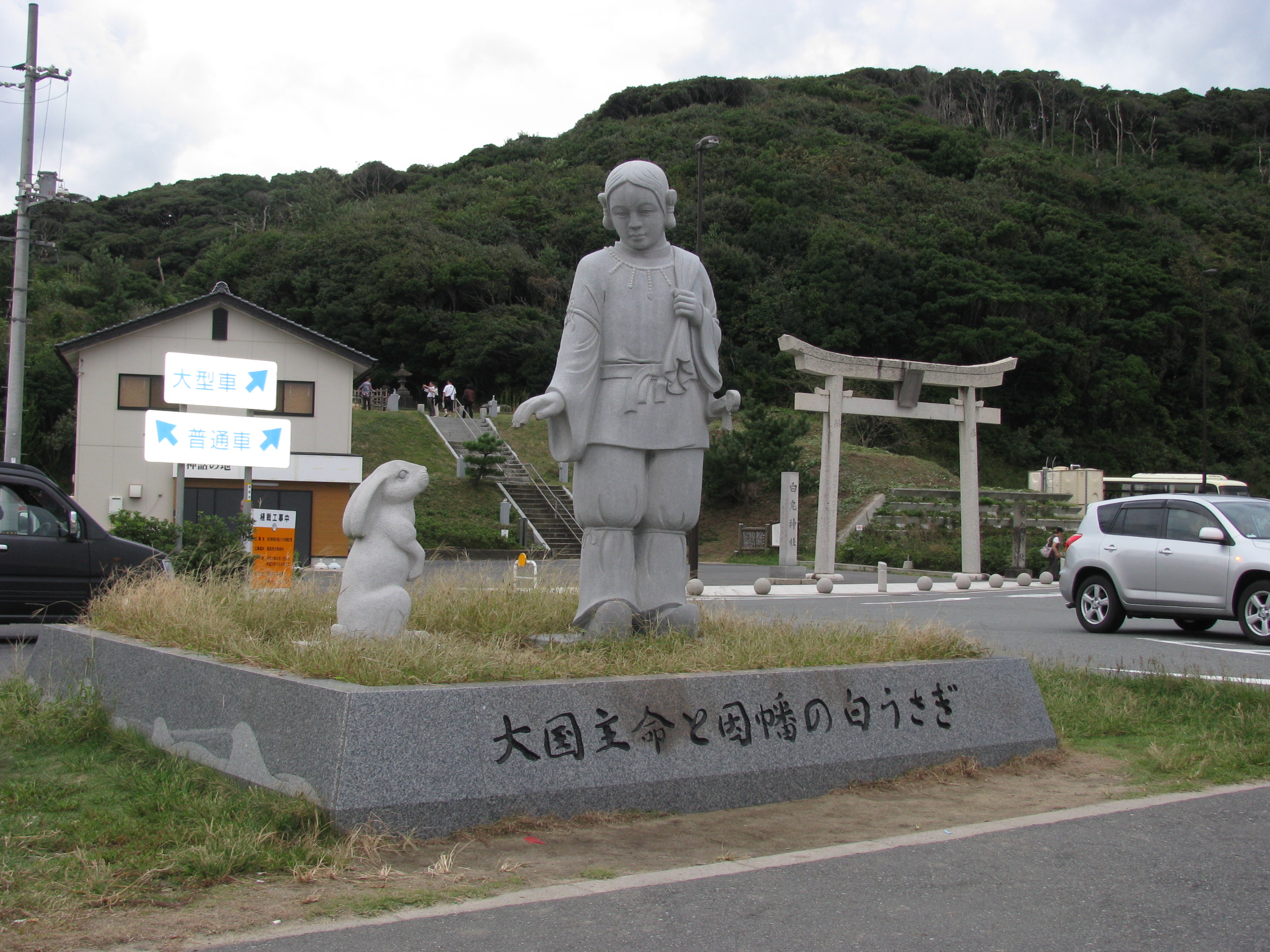
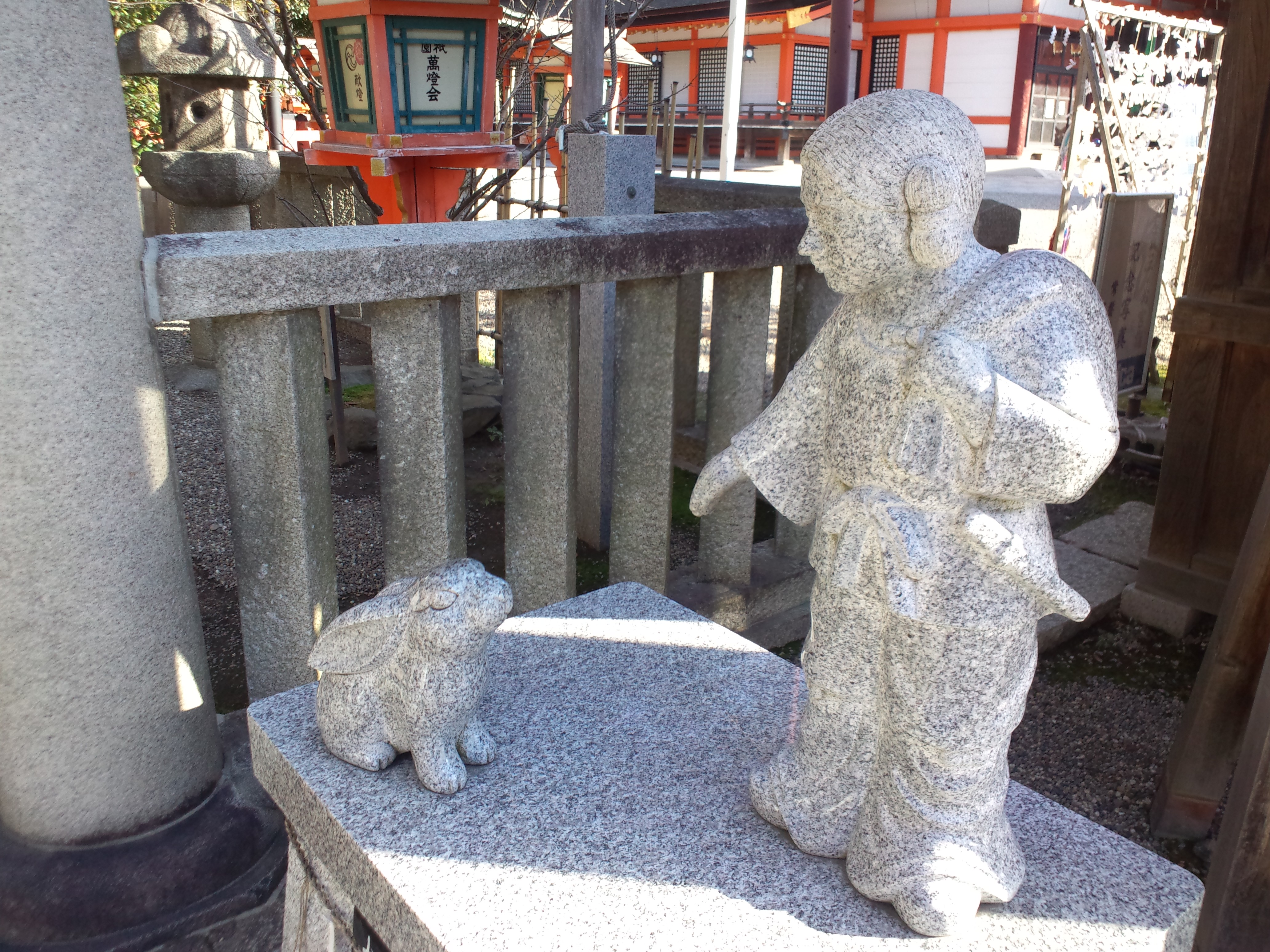
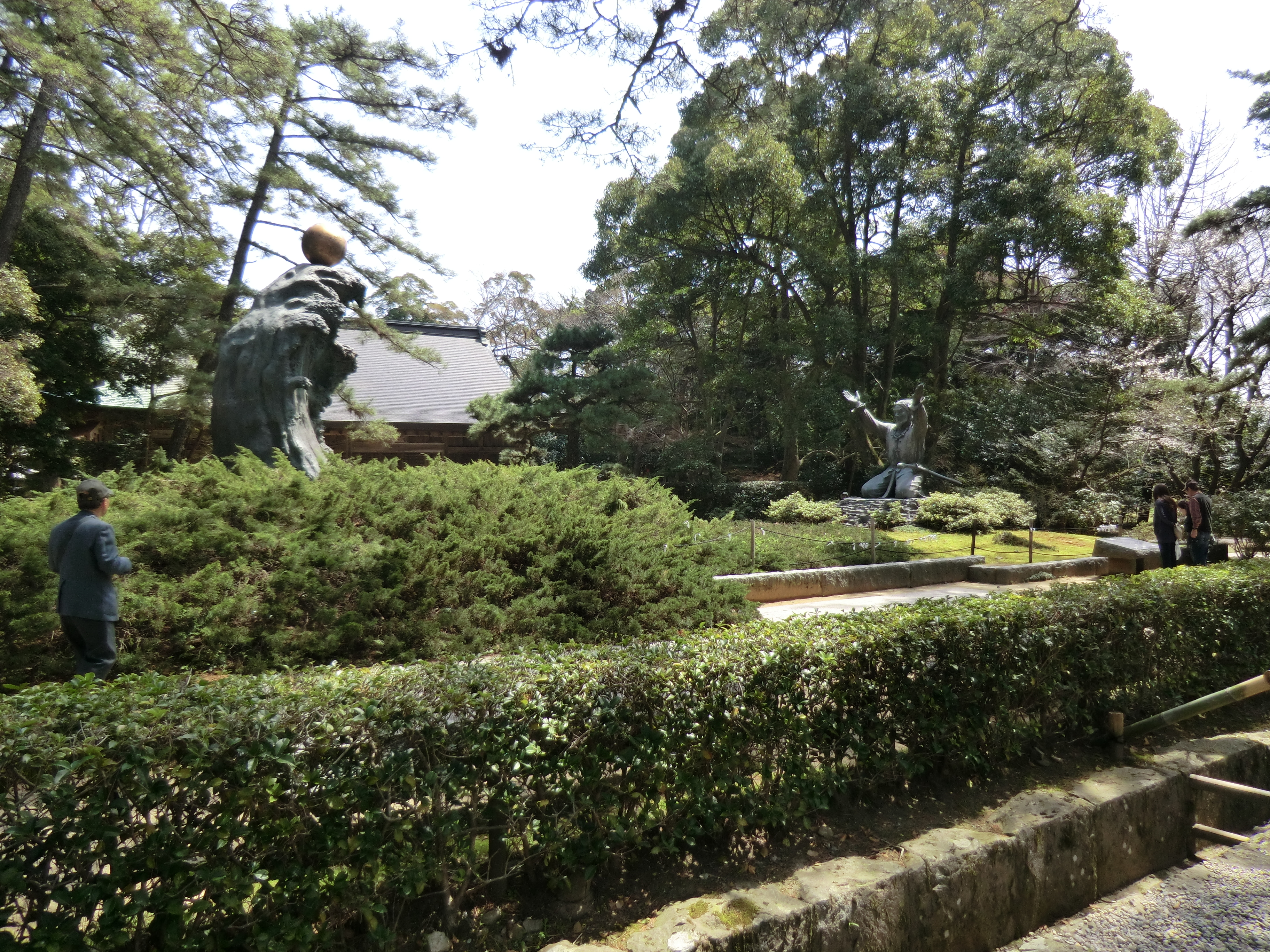